# ストラーン
ストラーン  (Strahan、ストラハン、英語ではストラーン　"straw-n"と発音) は、オーストラリア・タスマニア州にある町。人口は658人（2016年）。小さな町だが、州西部地域の拠点である。

## 歴史
19世紀、それまでアボリジニが住んでいたこの地に、はじめての欧州人がこの地を探検する。
1877年、ロングベイ（Long Bay）、リガッタポイント（Regatta Point）と呼ばれていた海岸に、錫鉱石の積出港が作られ、町が形成される。その後、周辺地域の木材の積出港としても、タスマニ西部の人物往来と物品運搬の拠点港としても重要になる（Strahan Tasmania）。
1878年5月16日にマクアリーハーバー（Macquarie Harbour）郵便局が開設され、1881年にストラーン郵便局と改名されたが、1891年に閉鎖された。同年、東ストラーン郵便局が開設され、1893年、ストラーン郵便局に改名された。
1890年、隣町のジーハンから鉱石採掘を運ぶ鉄道が敷かれる。
1892年、町がストラーンと命名された。由来は、1881〜1986年の間、タスマニア州知事を務めた英国軍人ジョージ・ストラーン（George Strahan）に因んでいるが、命名の理由は不明。命名は彼の死後である。
1899年、クイーンズタウンからの鉄道も敷かれた。1900年当時、ストラーンの人口は2,000人、クイーンズタウンを含めた一帯の人口は10,451人になった（2009年で2,119人）。当時、タスマニアの第二の都市として栄えた。
繁栄は1950年代まで続いたが、鉱石採掘の衰退に伴い、1960年、ジーハンとの鉄道、1963年にクイーンズタウンとの鉄道が閉鎖された。
1981年、ストラーンの東南部分のフランクリン川とゴードン川流域一帯が、フランクリン＝ゴードン・ワイルド・リバーズ国立公園に制定される（Franklin-Gordon Wild Rivers National Park）。
1982年、ストラーンの東北部分のクレイドル山＝セント・クレア湖国立公園を含む一帯が、タスマニア原生地域としてユネスコの世界遺産（複合遺産）に登録された。
オーストラリア連邦政府は、フランクリン＝ゴードン川に水力発電所であるフランクリン・ダム建設する予定だったが、アボリジニの文化遺産があり、国中で紛争を呼んだダムを作る計画を、1983年、断念した。
1989年、フランクリン＝ゴードン・ワイルド・リバーズ国立公園もタスマニア原生地域の世界遺産に拡大登録された。
2013年現在、港は木材の積出港としての機能も衰退し、港は観光港であり、町も観光町である。

## 現在

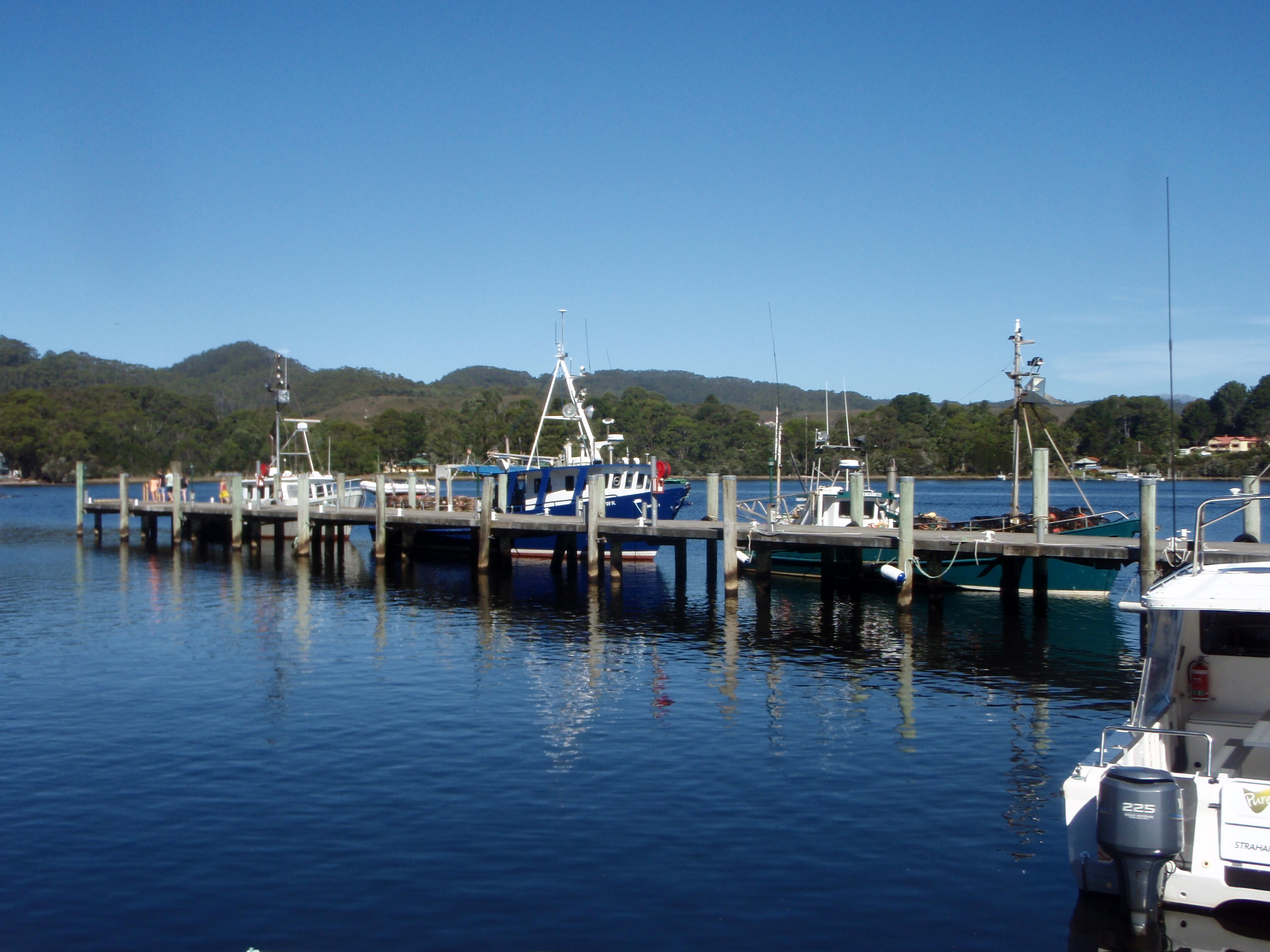
ストラーン港

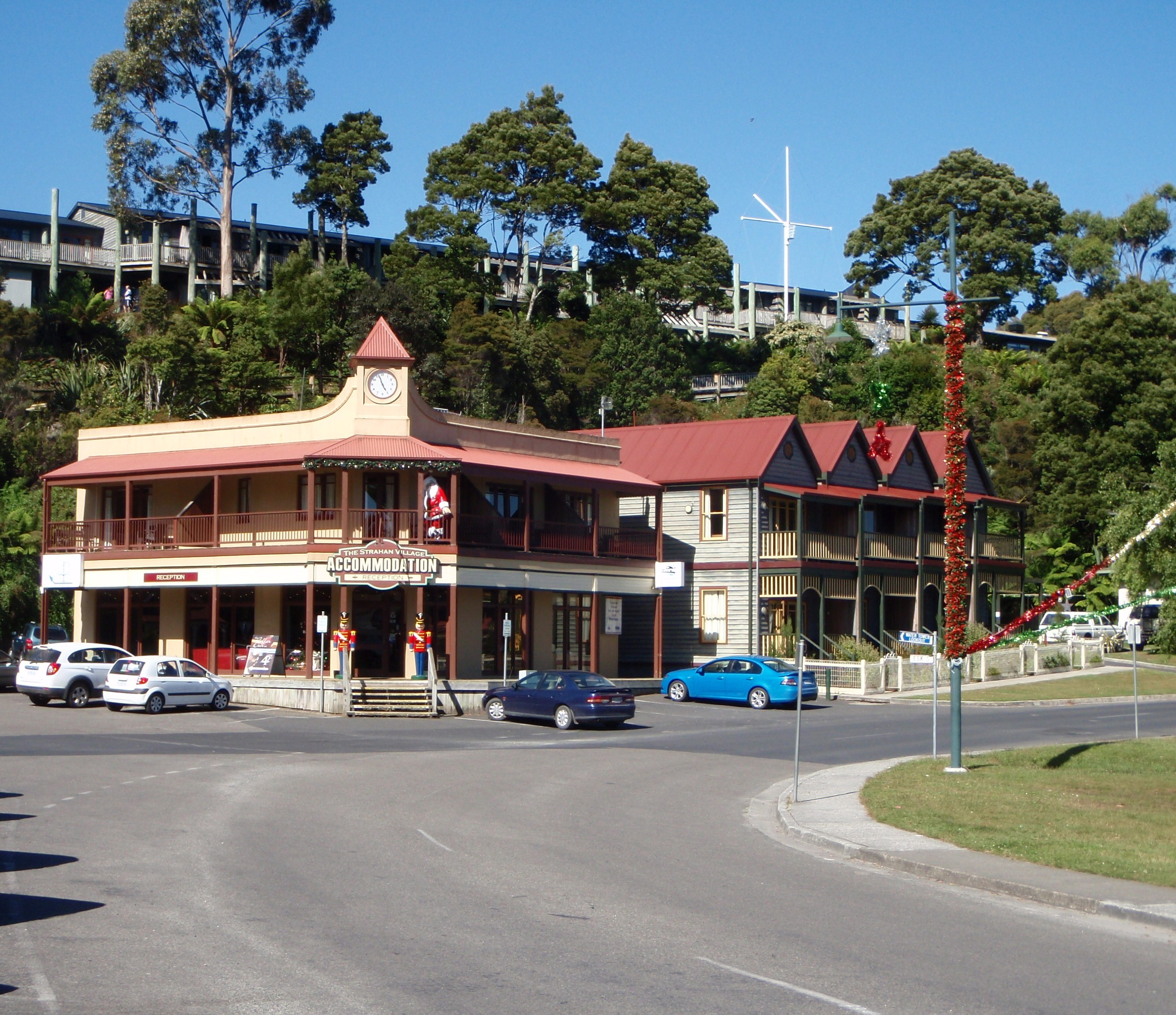
ストラーンの主要道路と宿（正面）

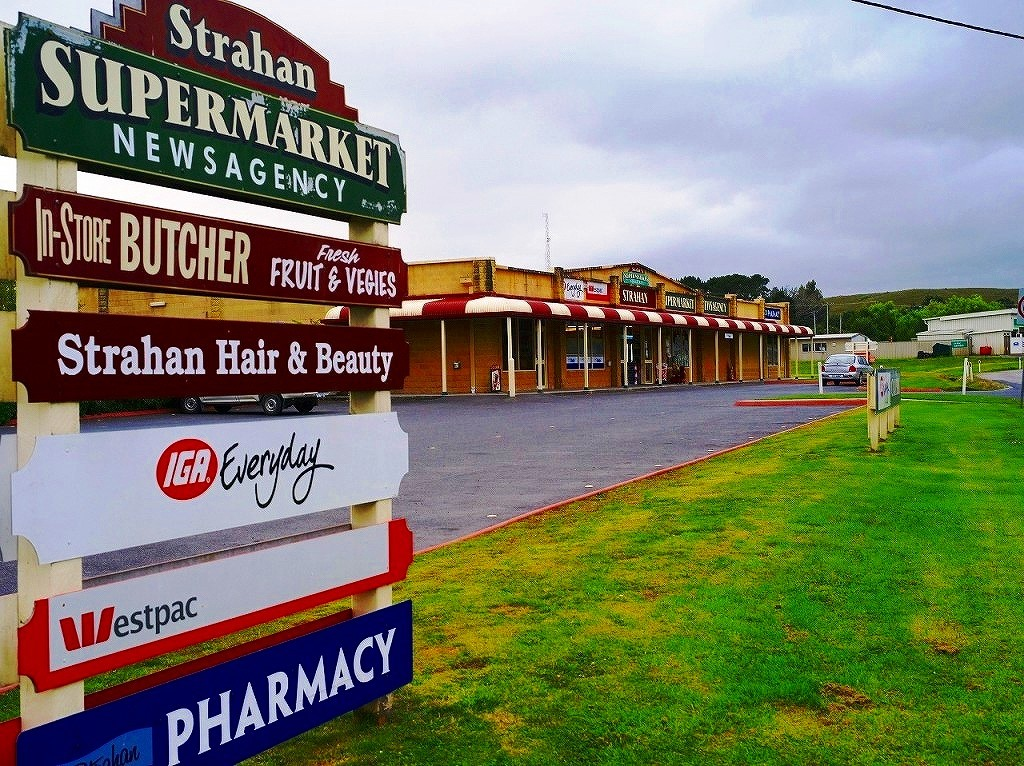
ストラーン、ショッピングセンター

現在は、観光拠点の町である。約30軒の宿泊施設があり、レストラン、カフェ、土産物店がある。
宿泊施設は高級のリスビー コーブ （Risby Cove）、オーミストン ハウス（Ormiston House）から、ベッド&ブレックファスト、コンドミニアム、キャビン、ホリデーパーク（Discovery Holiday Park Strahanなど）、ユースホステル（Strahan YHA）まで各種ある（Strahan Tasmania Accommodation）。
スーパーマーケットはIGAが１店舗ある（IGA Everyday Strahan）。ガソリンスタンドもある。

## 交通
ストラーンは、タスマニア州都ホバートの北西302キロメートルにある。道路は舗装されており、約4時間（＋休憩時間）の快適なドライブである。途中の町・クイーンズタウンからだとライルハイウエイを西に42キロメートルである。
公共の乗り物だと、電車はないが、バスがある。タジーリンク社（Tassielink Coaches）は、（1）ロンセストン（Launceston）からクレイドル山国立公園（Cradle Mountain National Park）経由のルートと、（2）ホバート（Hobart）からクイーンズタウン（Queenstown）経由のルートを運行している。参考までに時刻と料金を以下に示す。
ルート（1）。月水土にロンセストン8：45発で、ストラーン15：45着。逆は、月土にストラーンを7：30発で、ロンセストン15：45着。クレイドル山国立公園でバスを乗り換える。料金は片道81ドル30セント。要予約（2013年4月20日閲覧）。なお、実際には、現在の時刻表と料金を確認のこと。
ルート（2）。火木にホバートを8：15発（日は9：15発、金は夕方発）で、ストラーン15：45着。逆は、火木にストラーンを7：30発（日金は夕方発）で、ホバート14：30着。料金は片道74ドル50セント。要予約（2013年4月20日閲覧）。なお、実際には、現在の時刻表と料金を確認のこと。
ストラーンにタスマニア西部で唯一の全天候型飛行場・ストラーン空港（Strahan Airport）がある。2013年現在、定期便は運航していない。

## 観光

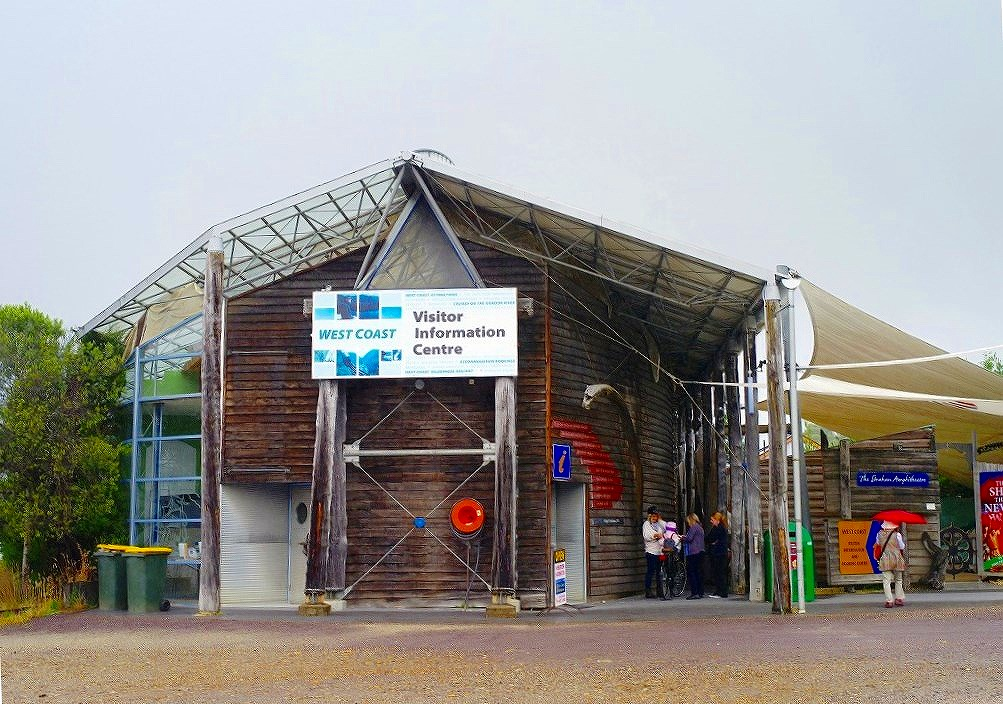
ビジターセンター

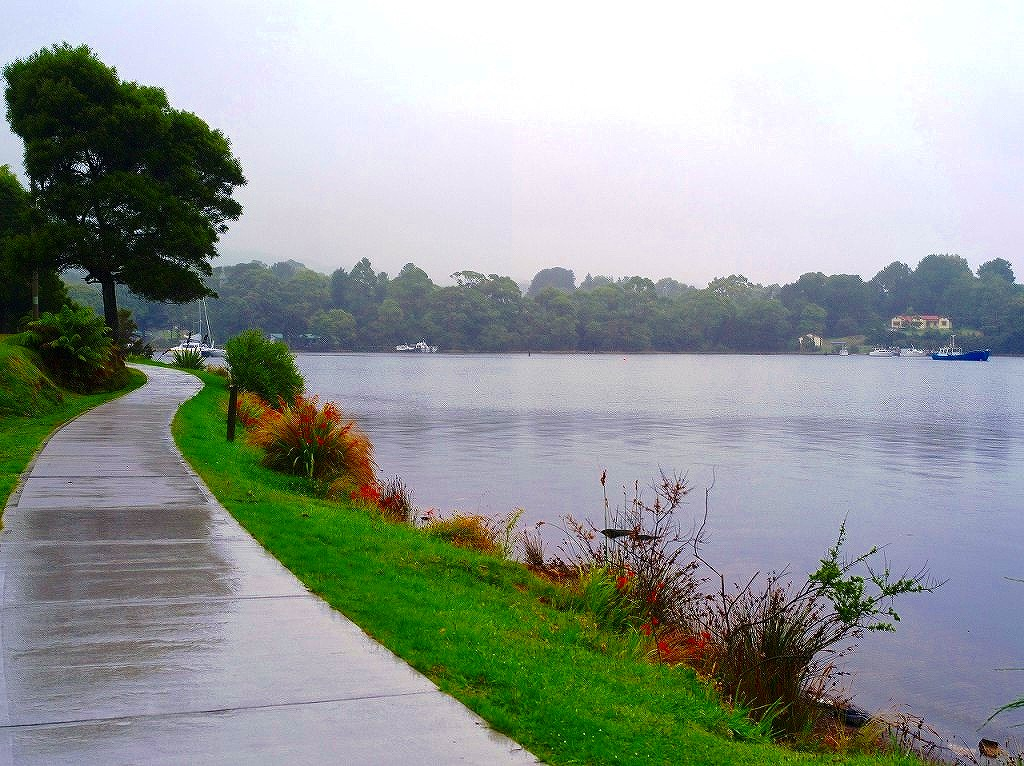
雨天の遊歩道「海岸ウォーク（Foreshore walk）」

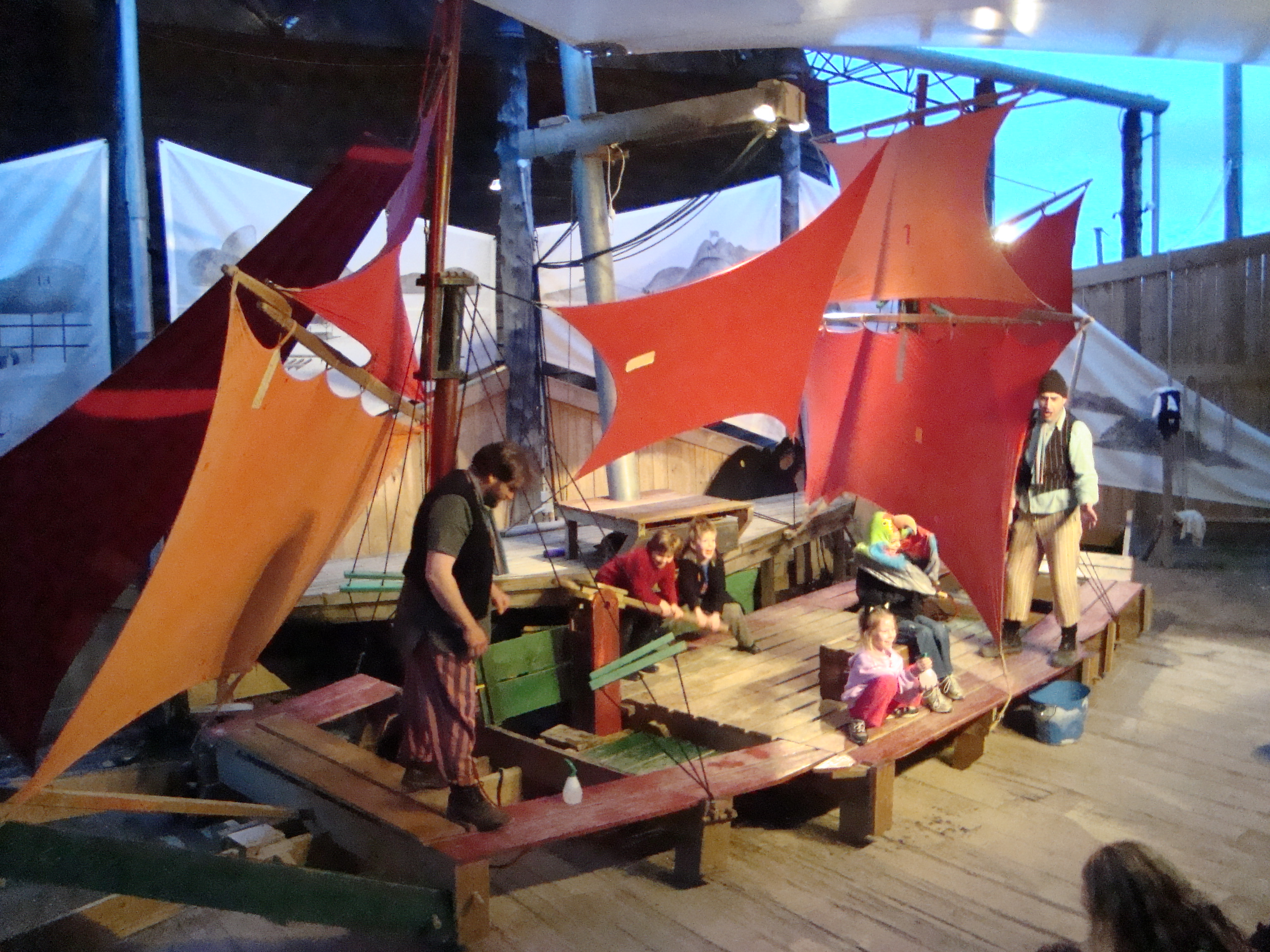
演劇「The Ship That Never Was」

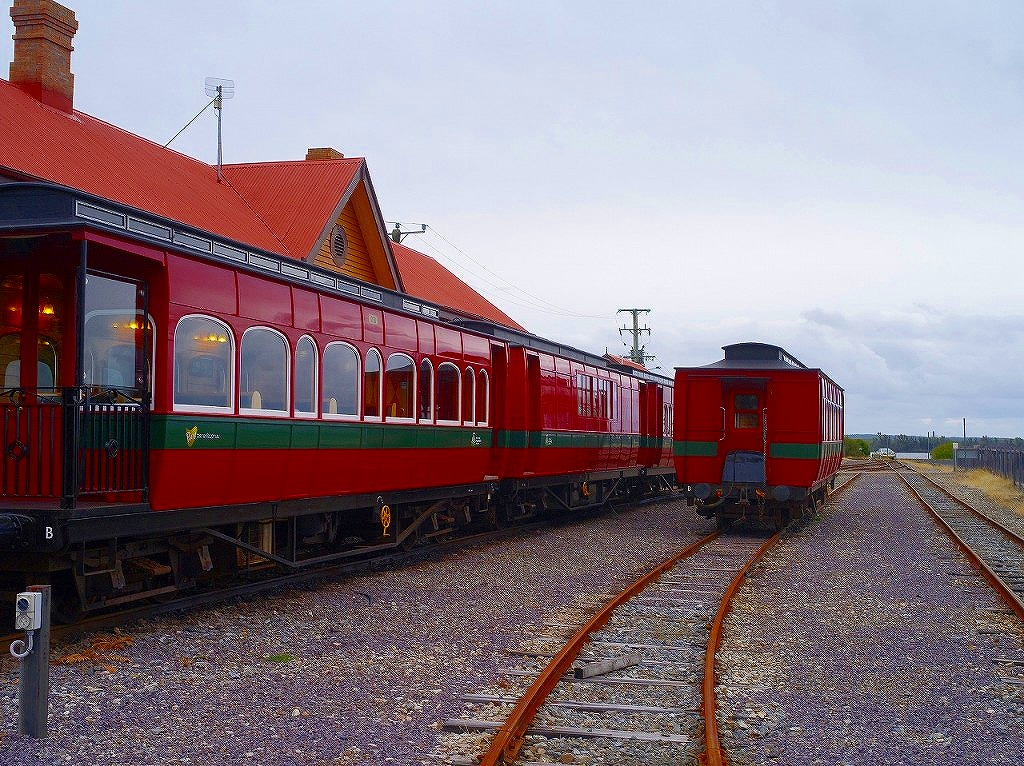
観光列車

ストラーン港にあるビジターセンター（West Coast Visitor Information Centre）で情報収集する。 観光は、遊歩道、クルーズ、観光列車、ボート、魚釣り、自然鑑賞など素朴な楽しみが豊富にある。
- 遊歩道「海岸ウォーク（Foreshore walk）」（無料）。ストラーンの西の浜辺のピクニックエリアからストラーン港を通り、リガッタポイント（Regatta Point）まで海岸に沿って、リスビー湾（Risby bay)を眺めながら歩く遊歩道。エスプラネードという道路に平行の遊歩道。平坦。階段なし。片道、約1時間、4〜5キロメートル（Strahan Living with wilderness）。
- ストラーン港のビジターセンターの隣で、1993年以来、オーストラリアで最も長く続いている演劇「The Ship That Never Was」を上演している（The Ship That Never Was）。
- ゴードンリバークルーズ（Gordon River Cruises) 。ストラーン港発着で、内海であるマクアリーハーバー（Macquarie Harbour）をクルーズ船で回る。マクアリーハーバー（Macquarie Harbour）はハーバー（Harbour）とあるのでマクアリー「港」と訳す人が多いが、港ではなく、内海である。
- 観光鉄道「West Coast Wilderness Railway」。1963年、鉱石運搬のためのクイーンズタウンとの鉄道が閉鎖されたが、約40年後、その廃線を観光列車によみがえらせた（West Coast Wilderness Railway）。2002年12月27日以来、ストラーン港から約3キロメートル南にあるリガッタポイント（Regatta Point）とクイーンズタウンの間の35キロメートルを深紅の観光列車が走る。約5時間。片道はバス。2013年時点、大人1人133ドル。プレミアだと220ドル。リガッタポイントを09:30発（月、木、土）または10:15発（火、水、金、日）。なお、実際には、現在の時刻表と料金を確認のこと（West Coast Wilderness Railway）。
- 観光ヘリコプター(Flights From Strahan)もストラーン港から出発している。
- 2012年1月27日、水上スキー世界記録達成。ストラーンからタスマニアまで、水上スキーで145人のスキーヤーを引っ張った世界記録がある（水上スキーで世界記録更新）。

## 化石
オーストラリア産の野生の花の中では有名で人気があるバンクシア（Banksia）の絶滅種の化石が、1980年代、リガッタポイント（Regatta Point）の近くで発見された。1991年、Gregory J. Jordan と Robert S. Hillは、町名と彼らの姓にちなみ、"Banksia strahanensis Jordan & Hill"と命名した（Banksia strahanensis） 。

## 気候
ストラーンは、温暖な 海洋性気候である。温暖な夏と涼しい冬だが、一年を通して雨が多い。冬の雨と乾いた夏は地中海性気候と幾分似ている。最高気温は、1982年2月14日の37.2°Cで、最低気温は、1983年6月30日の -3°Cだった。
| ストラーン空港（Strahan Aerodrome）の気候 | ストラーン空港（Strahan Aerodrome）の気候 | ストラーン空港（Strahan Aerodrome）の気候 | ストラーン空港（Strahan Aerodrome）の気候 | ストラーン空港（Strahan Aerodrome）の気候 | ストラーン空港（Strahan Aerodrome）の気候 | ストラーン空港（Strahan Aerodrome）の気候 | ストラーン空港（Strahan Aerodrome）の気候 | ストラーン空港（Strahan Aerodrome）の気候 | ストラーン空港（Strahan Aerodrome）の気候 | ストラーン空港（Strahan Aerodrome）の気候 | ストラーン空港（Strahan Aerodrome）の気候 | ストラーン空港（Strahan Aerodrome）の気候 | ストラーン空港（Strahan Aerodrome）の気候 |
| 月                                        | 1月                                       | 2月                                       | 3月                                       | 4月                                       | 5月                                       | 6月                                       | 7月                                       | 8月                                       | 9月                                       | 10月                                      | 11月                                      | 12月                                      | 年                                        |
| ----------------------------------------- | ----------------------------------------- | ----------------------------------------- | ----------------------------------------- | ----------------------------------------- | ----------------------------------------- | ----------------------------------------- | ----------------------------------------- | ----------------------------------------- | ----------------------------------------- | ----------------------------------------- | ----------------------------------------- | ----------------------------------------- | ----------------------------------------- |
| 平均最高気温 °C （°F）                    | 20.7 (69.3)                               | 21.1 (70)                                 | 19.4 (66.9)                               | 16.5 (61.7)                               | 14.3 (57.7)                               | 12.5 (54.5)                               | 12.2 (54)                                 | 13.1 (55.6)                               | 14.3 (57.7)                               | 16.0 (60.8)                               | 17.6 (63.7)                               | 19.8 (67.6)                               | 16.5 (61.7)                               |
| 平均最低気温 °C （°F）                    | 10.7 (51.3)                               | 10.8 (51.4)                               | 9.6 (49.3)                                | 8.3 (46.9)                                | 7.4 (45.3)                                | 5.2 (41.4)                                | 5.1 (41.2)                                | 5.8 (42.4)                                | 6.1 (43)                                  | 7.3 (45.1)                                | 8.1 (46.6)                                | 9.6 (49.3)                                | 7.8 (46)                                  |
| 降水量 mm （inch）                        | 89.5 (3.524)                              | 64.9 (2.555)                              | 101.0 (3.976)                             | 111.9 (4.406)                             | 136.5 (5.374)                             | 163.1 (6.421)                             | 168.4 (6.63)                              | 170.4 (6.709)                             | 152.5 (6.004)                             | 128.5 (5.059)                             | 91.0 (3.583)                              | 92.3 (3.634)                              | 1,457.4 (57.378)                          |
| 出典：オーストラリア気象局                |                                           |                                           |                                           |                                           |                                           |                                           |                                           |                                           |                                           |                                           |                                           |                                           |                                           |

## 参照
- ウィキボヤージュには、ストラーンに関する旅行情報があります。
- Convicts on the West Coast of Tasmania
- Macquarie Harbour
- Railways on the West Coast of Tasmania
- West Coast Piners